# Европско првенство у атлетици за млађе сениоре 2007 — 5.000 метара за мушкарце
Такмичење у трчању на 5.000 метара у мушкој конкуренцији на 6. Европском првенству у атлетици за млађе сениоре 2007. у Дебрецину одржано је 12. јула 2007. на атлетском стадиону Иштван Ђулаи.
Титулу освојену у Ерфурту 2005, није бранио Анатолиј Рибаков из Русије.

## Земље учеснице
Учествовало је 21 такмичар из 14 земаља.
1. Белгија (1)
2. Естонија (1)
3. Ирска (2)
4. Исланд (1)
5. Италија (3)
6. Кипар (1)
7. Пољска (2)
8. Португалија (1)
9. Русија (1)
10. Србија (1)
11. Турска (1)
12. Уједињено Краљевство (2)
13. Украјина (2)
14. Француска (2)

## Освајачи медаља
|                          |                          |                        |
| Нуредин Смел · Француска | Андреј Сафронов · Русија | Кемал Којунџу · Турска |

## Сатница
| Датум   | Време | Коло   |
| ------- | ----- | ------ |
| 12. јул | 18:50 | Финале |

## Рекорди
| Рекорди пре почетка Европског првенства 2007. | Рекорди пре почетка Европског првенства 2007. | Рекорди пре почетка Европског првенства 2007. | Рекорди пре почетка Европског првенства 2007. | Рекорди пре почетка Европског првенства 2007. | Рекорди пре почетка Европског првенства 2007. |
| Рекорди                                       | Атлетичар                                     | Земља                                         | Време                                         | Место                                         | Датум                                         |
| --------------------------------------------- | --------------------------------------------- | --------------------------------------------- | --------------------------------------------- | --------------------------------------------- | --------------------------------------------- |
| Европски рекорд У-23                          | Хансјерг Кунце                                | Немачка                                       | 13:10,40                                      | Ријети, Италија                               | 9. септембар 1981.                            |
| Рекорди европских првенстава У-23             | Јусеф Ел Насри                                | Шпанија                                       | 13:30,48                                      | Гетеборг, Шведска                             | 1. август 1999.                               |

## Резултати

### Финале
Финале је одржано 12. јула 2007. године у 18:50.
| Место | Атлетичар                  | Земља                | ЛР | ЛРС | Резултат | Белешка |
| ----- | -------------------------- | -------------------- | -- | --- | -------- | ------- |
|       | Нуредин Смел               | Француска            |    |     | 13:53,15 | ЛР      |
|       | Андреј Сафронов            | Русија               |    |     | 13:54,04 |         |
|       | Кемал Којунџу              | Турска               |    |     | 13:54,32 | ЛР      |
| 4.    | Јоан Дуран                 | Француска            |    |     | 13:54,37 | ЛР      |
| 5.    | Тидрек Нурме               | Естонија             |    |     | 13:57,51 | ЛР      |
| 6.    | Марк Кристи                | Ирска                |    |     | 13:58,83 |         |
| 7.    | Душан Маркешевић           | Србија               |    |     | 13:58,96 |         |
| 8.    | Џозеф Свини                | Ирска                |    |     | 13:59,01 | ЛР      |
| 9.    | Енди Вернон                | Уједињено Краљевство |    |     | 13:59,24 | ЛР      |
| 10.   | Стефано Ла Роза            | Италија              |    |     | 13:59,35 |         |
| 11.   | Марио Ван Вајенберг        | Белгија              |    |     | 14:06,56 |         |
| 12.   | Андреа Лали                | Италија              |    |     | 14:07,14 |         |
| 13.   | Камил Мурзин               | Пољска               |    |     | 14:11,97 |         |
| 14.   | Симоне Гариболди           | Италија              |    |     | 14:14,25 |         |
| 15.   | Богдан Семенович           | Украјина             |    |     | 14:18,26 |         |
| 16.   | Радослав Клечек            | Пољска               |    |     | 14:20,11 |         |
| 17.   | Кари Стеин Карлсон         | Исланд               |    |     | 14:20,70 | НРмс    |
| 18.   | Александрос Калогерогианис | Кипар                |    |     | 14:27,37 | ЛР      |
| 19.   | Жоао Лопез                 | Португалија          |    |     | 14:36,79 |         |
| 20.   | Џон Тјулис                 | Уједињено Краљевство |    |     | 14:47,27 |         |
|       | Олександр Ромањук          | Украјина             |    |     | НЗ       |         |

### Пролазна времена
| Дистанца | Време    | Атлетичар           | Земља   |
| -------- | -------- | ------------------- | ------- |
| 1.000 м  | 2:50.47  | Симоне Гариболди    | Италија |
| 2.000 м  | 5:41.87  | Андреа Лали         | Италија |
| 3.000 м  | 8:33.32  | Марио Ван Вајенберг | Белгија |
| 4.000 м  | 11:21.12 | Џозеф Свини         | Ирска   |